# السيد السكران 2
السيد السكران 2 هو فيلم حركة صدر في سنة 1994. الفيلم من إخراج جاكي شان من بطولة جاكي شان وأنيتا موي وأندي لاو.

## الميزانية والإيرادات
بلغت تكلفة إنتاج الفيلم حوالي 10 ملايين دولار.

## وصلات خارجية
- السيد السكران 2 على موقع IMDb (الإنجليزية)
- السيد السكران 2 على موقع ميتاكريتيك (الإنجليزية)
- السيد السكران 2 على موقع روتن توميتوز (الإنجليزية)
- السيد السكران 2 على موقع نتفليكس (الإنجليزية)
- السيد السكران 2 على موقع ألو سيني (الفرنسية)
- السيد السكران 2 على موقع أول موفي (الإنجليزية)
- السيد السكران 2 على موقع بوكس أوفيس موجو (الإنجليزية)
- السيد السكران 2 على موقع فيلمافينيتي (الإسبانية)
- السيد السكران 2 على موقع قاعدة بيانات الفيلم (الإنجليزية)
- السيد السكران 2 على موقع ليتربوكسد (الإنجليزية)